# Conrado de Urach
Conrado de Urach (en alemán: Konrad von Urach), además apellido Kuno von Zähringen, fue un monje y abad cisterciense, que fue nominado cardinal obispo de Porto-Santa Rufina en Roma. Él rechazó el papado.

## Biografía
Conrad nació en 1180, segundo hijo del conde Egino IV de Urach y su esposa Agnes, hermana de Berthold V de Zähringen, en las primeras generaciones de lalinaje  de lo Ducado de Wurtemberg. Su primera educación fue confiada a su tío abuelo Rodolfo de Zähringen, príncipe-obispo de Lieja. A temprana edad fue nominado canónigo de la Catedral de San Lamberto en Lieja. Sus padres se casaron en 1181.
En 1199 ingresó en la Abadía de Villers en el Ducado de Brabante, cuyo abad era un otro tío. Poco tiempo después fue promovido prior y, en el 1209, abad. En 1214 fue elegido abad de Claraval y, en 1217, abad de Císter y general de su orden, en sucesión de Arnaud Amaury, primer legado de la Cruzada albigense.
Mientras estaba en Roma por asuntos de la orden, el Papa Honorio III lo nombró cardenal el 8 de enero de 1219, y más tarde lo encargó como legado papal con dos misiones importantes: una en Francia (desde 1220 hasta 1223), para reprimir a los Albigenses; el otro en Alemania (desde 1224 hasta 1226), para promover la cruzada que el emperador Federico II había anunciado emprender (la eventual Sexta Cruzada). En febrero de 1221, en calidad de legado papal, Conrado de Urach decretó que todas las tierras e ingresos que le había sido, o podría ser, en el futuro, conferido por Amaury de Montfort y otros mecenas volvería a los donantes.
Las dos misiones de Conrad no fueron particularmente relevantes desde el punto de vista militar, pero fue una oportunidad para convocar sínodos y fundar monasterios que contrarrestaron para mejorar la disciplina monástica y eclesiástica, así como para contribuir al avance de los dominicos, cuya fundación-casa en Toulouse (1214) estaba idealmente colocado como yunque para su función como tercer legado de la Cruzada albigense. En 1220, aprobó los estatutos de la facultad de medicina de la Universidad de Montpellier.
Posteriormente se trasladó a la Alemania, donde fue responsable de la declaración como mártir de Engelberto II de Berg, arzobispo de Colonia, asesinado el 7 de noviembre de 1225. Su presión sobre el emperador del Sacro Imperio Romano Germánico tenía como objetivo limitar la creciente moslimización de Federico II y defendiendo los intereses de la nobleza del sur de Alemania, a la que pertenecía.
En 1226 Conrad regresó a Roma, emprendiendo negociaciones con las ciudades de la Liga Lombarda. Después de la muerte de Honorio III el 18 de marzo de 1227, fue asignado a un triunvirato de cardenales elegidos para seleccionar al nuevo Papa al día siguiente. Como una cuestión de cortesía se le ofreció el papado, que rechazó por temor a ser acusado de usar la oficina para ambiciones personales.
Murió en Bari más tarde ese año y fue enterrado, según sus propios deseos, en la abadía de Clairvaux.
Según los registros cistercienses, fue venerado como Beato y su memoria litúrgica se estableció el 30 de septiembre, pero hay pocas pruebas históricas de su culto.